# José Luis Morán
José Luis Morán Cabrero es un ex ciclista profesional español. Nació en Polanco (Cantabria) el 27 de abril de 1965. Fue profesional entre 1987 y 1992 ininterrumpidamente.
Debutó en el equipo KAS. Su actuación más destacada como amateur fue la segunda plaza conseguida en la Vuelta a Navarra de 1986, por detrás de Carlos Muñiz.

## Palmarés
1985
- 3.º en la Bizkaiko Bira

1986
- 2.º en la Vuelta a Navarra

No obtuvo victorias en el campo profesional.

## Equipos
- KAS (1987-1988)
- Lotus-Zahor (1989)
- Puertas Mavisa (1990-1992)